# Pitulník horský
Pitulník horský (Galeobdolon montanum) planě rostoucí, vytrvalá, středně vysoká, žlutě kvetoucí bylina z rodu pitulník, která byla v minulosti řazena do rodu hluchavka.

## Výskyt
Areál druhu se rozkládá od Pyrenejí a Britských ostrovů na západě, přes Itálii na jihu až po Karpaty, Balkán a Malou Asii na východě. Těžištěm jeho rozšíření je střední Evropa. V České republice se vyskytuje poměrně hodně, od nížin do zhruba 1300 m nad mořem.

## Ekologie
Roste na místech s vysokou vzdušnou vlhkostí, v listnatých, smíšených i lužních lesích, ve vrbových nebo olšových křovinách okolo vodních toků nebo nádrží stejně jako na horských loukách či v městských parcích, na plném slunci nebo v polostínu. Nejlépe se mu daří na vlhkých, slabě kyselých půdách s dostatkem humusu, které však nemohou být dlouhodobě pod vodou. Vyskytuje se v širokém spektru výšek, od planárního po subalpínský výškový stupeň.

## Popis

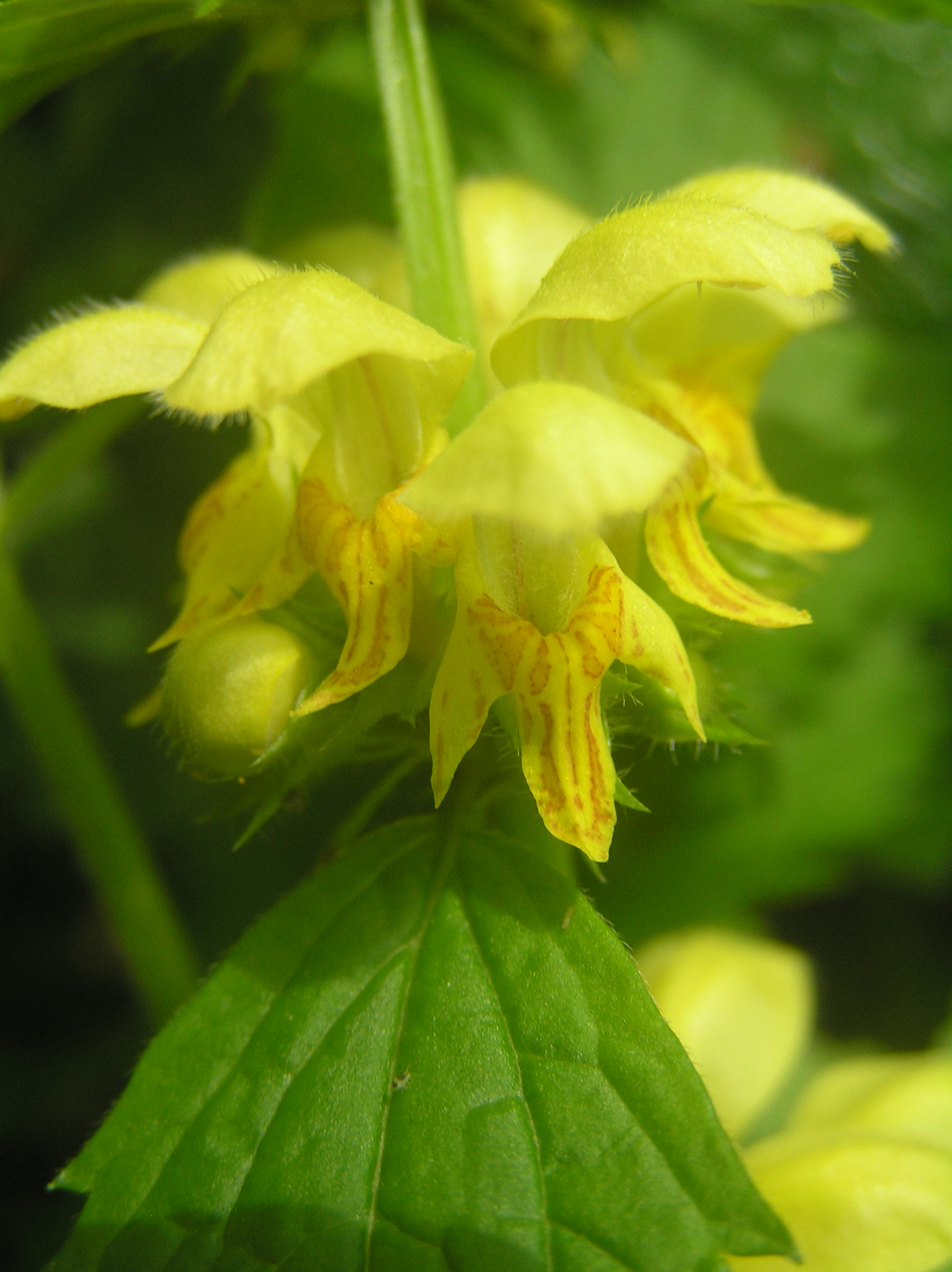
Květy

Vytrvalá rostlina s lodyhou dorůstající do výše 30 až 60 cm. Vystoupavá nebo přímá a nevětvená lodyha je mírně čtyřhranná, v dolní části stejnoměrně porostlá krátkými chlupy a v horní holá. Lodyžní listy s výraznou žilnatinou vyrůstají křižmostojně, mají dlouhé řapíky a jejich vejčité až vejčitě kopinaté čepele bývají dlouhé 2 až 7 a široké 1 až 4 cm. Na bázi jsou uťaté nebo srdčité, po obvodě hrubě pilovité a po obou stranách bývají krátce chlupaté. V horní části lodyhy listy přecházejí v listeny, které se směrem vzhůru zkracují, jsou kopinatého tvaru, mají klínovitou bázi, po okraji jsou vroubkované a bývají zakončené dlouhým a špičatým zubem. Z oddenků vyrůstají plazivé kořenují odnože mající 3 až 4 cm velké okrouhlé a po obvodě zoubkované listy; odnože přečkávají zimu.
V úžlabí čtyř až osmi řad listenů vyrůstají v oddálených lichopřeslenech, po osmi až dvanácti, přisedlé oboupohlavné květy velké 2 až 2,5 cm. Zvonkovitý kalich je asi 12 mm dlouhý, jeho pět trojúhelníkovitých zubů má na vrcholu ostré chlupy. Světle žlutá koruna má dlouhou prohnutou květní trubku, vně chlupatý vyklenutý horní pysk a rezavě skvrnitý trojcípý dolní pysk s bočními zmenšenými cípy. Dvě přední tyčinky jsou delší než zadní a nesou tmavě hnědé lysé prašníky. Svrchní semeník je srostlý ze dvou plodolistů. Kvete od května do června, opylení zajišťuje létající hmyz.
Plodem květu jsou čtyři černé tvrdky vejčitého tvaru s bílým přívěskem. Rostliny se v přírodě rozmnožují odnožemi nebo semeny, která roznášejí mravenci.

## Taxonomie
Pitulník horský je tetraploidní druh (2n = 36), vznikl pravděpodobně křížením mezi diploidními pitulníkem žlutým a pitulníkem žlutavým. Za samostatný druh je považován teprve od poloviny 20. století a i dnes je některými badateli hodnocen jako poddruh pitulníku žlutého.